# Bullina vitrea
Bullina vitrea is een slakkensoort uit de familie van de Aplustridae. De wetenschappelijke naam van de soort is voor het eerst geldig gepubliceerd in 1860 door Pease.